# Ohi day

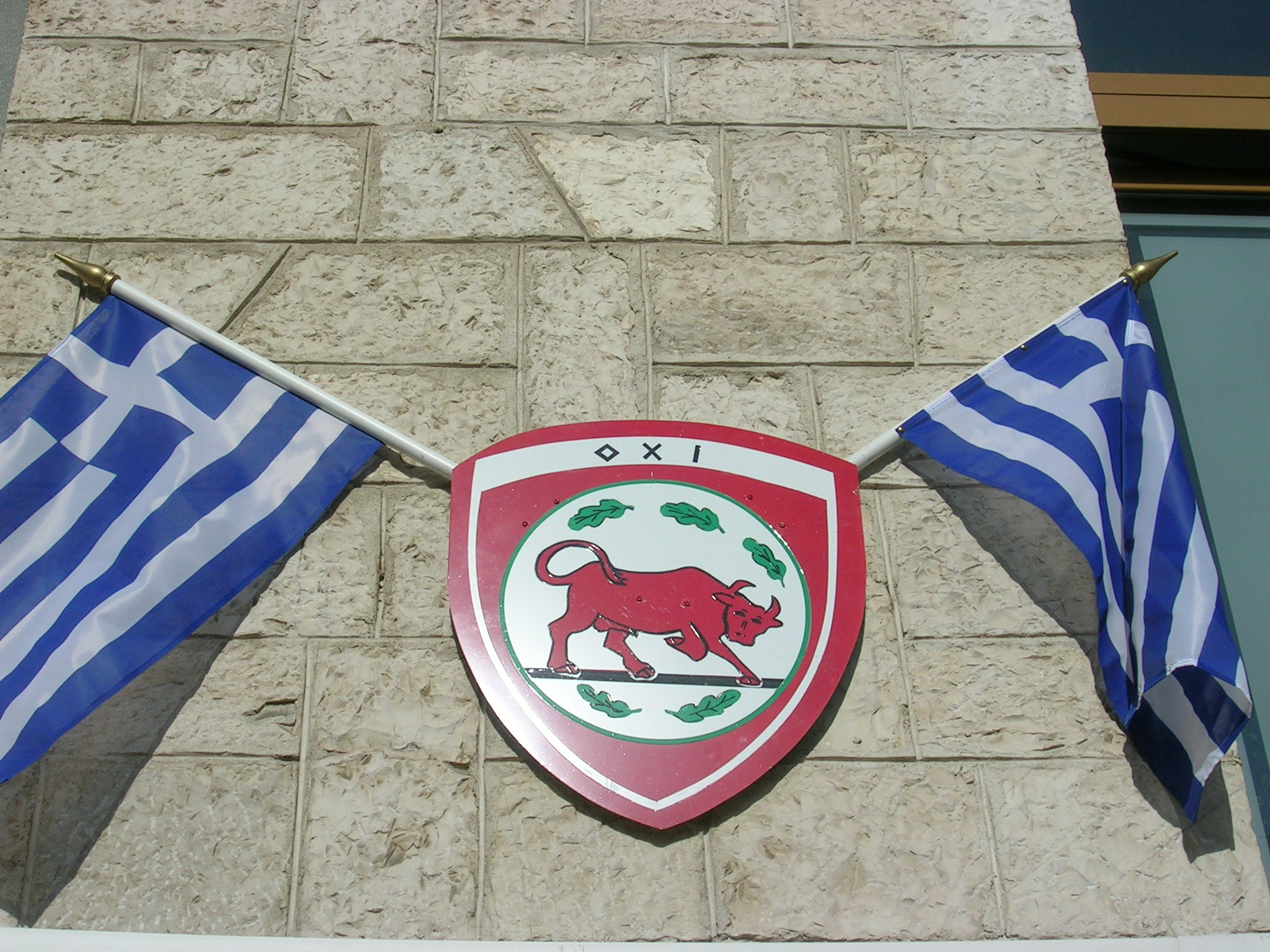
图为希腊第八步兵师的军徽 该师是希意战争中第一个抗击意大利侵略的部队，其格言为 Ohi

Ohi Day（希臘語：Επέτειος του «'Οχι»，亦稱Oxi Day），意思是「不日」，指「向侵略者说不」。该节日是希腊和塞浦路斯民众纪念拒绝接受意大利独裁者墨索里尼对希腊首相扬尼斯·梅塔克萨斯发出的最后通牒。

## 纪念活动
在希腊这被视作希腊的第二个国庆日,，每年的10月28日都会在雅典市中心宪法广场举行盛大的阅兵式。